# 北霍布逊湖

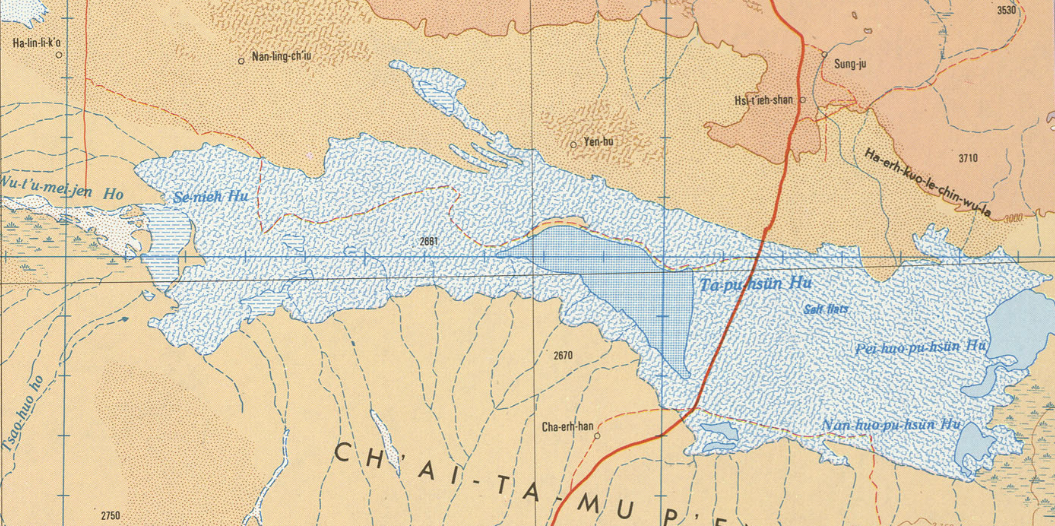
察尔汗盐湖，北霍布逊湖在其东方，南霍布逊湖在其东南方，达布逊湖在公路左方，团结湖在公路南方

北霍布逊湖是一个位于中国青海省海西蒙古族藏族自治州都兰县的盐湖，面积约为141.66平方千米，属于青藏高原。它的一级流域为内流区诸河，二级流域为柴达木内流区。